# Robert Nisbet
Robert Archibald "Archie" Nisbet (23. november 1900 - 13. september 1996) var en engelsk roer fra London.
Nisbet vandt sølv for Storbritannien i toer uden styrmand ved OL 1928 i Amsterdam. Hans makker i båden var Terence O'Brien. I finalen blev briterne kun slået af den tyske båd roet af Bruno Müller og Kurt Moeschter, mens USA's Paul McDowell og John Schmitt kom ind på tredjepladsen.

## OL-medaljer
- 1928:  Sølv i toer uden styrmand